# Seneghe
Seneghe (sardisk: Sèneghe) er en by og en kommune (comune) i provinsen Oristano i regionen Sardinien i Italien. Byen ligger i 305 meters højde og har 1.772 indbyggere (2016). Kommunen har et areal på 57,85 km² og grænser til kommunerne Bonarcado, Cuglieri, Milis, Narbolia og Santu Lussurgiu.